# Мавату, Жереми
Жереми Мавату (фр. Jérémy Mawatu; род. 12 августа 1997, Кретей) — французский футболист, защитник клуба «Унион Титус-Петанж».

## Карьера

### «Осер»
Начинал заниматься футболом в парижских академиях, позже перебравшись в структуру клуба «Осер». В 2014 году футболист стал выступать за вторую команду клуба. Первый матч сыграл 6 сентября 2014 года против клуба «Бисайм», выйдя на замену на 80 минуте. Выступал за клуб на протяжении 2 сезонов, отличившись за этот период 7 сыгранными матчами за вторую команду, результативными действиями не отметившись.

### «Кретей»
В июле 2017 года футболист перешёл в клуб «Кретей». Дебютировал за клуб 8 августа 2017 года в матче Кубка французской лиги по футболу против клуба «Газелек», выйдя на поле в стартовом составе. Первый матч в чемпионате сыграл 11 августа 2023 года в матче против марсельского клуба «Консоля», выйдя на замену на 77 минуте. Затем футболист также отправился выступать за вторую команду клуба, где и  закрепился как основной игрок. Первым забитым голом отличился 21 апреля 2018 года в матче против клуба «Обервилье». По окончании сезона покинул клуб.

### «Бобиньи»
В июле 2018 года футболист стал игроком французского клуба «Бобиньи». Дебютировал за клуб 16 октября 2018 года в матче против клуба «Шильтигхейм», выйдя на поле в стартовом составе. Провёл за клуб всего лишь 5 матчей и затем выбыл из его распоряжения, результативными действиями не отличившись.

### «Энергетик-БГУ»
В марте 2019 года футболист пополнил рады белорусского клуба «Энергетик-БГУ». Дебютировал за клуб 31 марта 2019 года в матче против «Слуцка», выйдя на поле в стартовом составе. Футболист сразу же закрепился в основной команде клуба, став одним из ключевых игроков. Первым результативным действием за клуб отличился 16 июня 2019 года в матче против минского «Динамо», отдав голевую передачу. По итогу сезона футболист вместе с клубом остановился на двенадцатом итоговом месте, в сам француз отличился 2 результативными передачами.
Новый сезон футболист начал с матча 19 марта 2020 года против борисовского БАТЭ. Первым результативным действием за клуб в сезоне футболист отличился 16 мая 2020 года в матче против брестского «Динамо», отдав голевую передачу. Матч 8 августа 2020 года против гродненского «Немана» стал 50 для футболиста в рамках белорусского чемпионата. Дебютный гол за клуб забил 26 сентября 2020 года в матче против «Ислочи». За прошедший сезон футболист успел отличился забитым голом и 3 результативными передачами.
Первый матч в новом сезоне футболист сыграл 13 марта 2021 года против «Сморгони». Свой первый гол в сезоне забил 24 апреля 2021 года в матче против гродненского «Немана». В мае 2021 года футболист получил серьёзную травму и выбыл из распоряжения клуба. В сентябре 2021 года покинул белорусский клуб, расторгнув контракт по соглашению сторон. На протяжении всех 3 сезонов футболист был одним из ключевых игроков клуба, за который успел отличился 2 забитыми голами и 5 результативными передачами.

### «Унион Титус-Петанж»
В июле 2022 года футболист присоединился к люксембургскому клубу «Унион Титус-Петанж». Дебютировал за клуб 6 августа 2022 года в матче против клуба «Этцелла», выйдя на поле в стартовом составе. Первым результативным действием за клуб футболист отличился 3 сентября 2022 года в матче против клуба «Свифт», отдав голевую передачу. На протяжении всего сезона футболист был одним из ключевых игроков клуба, вместе с которым закончил чемпионат на четвёртом итоговом месте. Сам же футболист успел отличился 2 результативными передачами.
Новый сезон футболист начал с матча 5 августа 2023 года против клуба «Шиффланж», выйдя на поле в стартовом составе. Первыми результативными действиями за клуб в сезоне отличился 13 августа 2023 года в матче против клуба «Свифт», оформив дубль из голевых передач.